# 帕里納河
帕里納河是意大利的河流，位於該國北部，河道全長16公里，發源自貝爾加莫阿爾卑斯山脈，最終在卡梅拉塔科爾內洛注入布倫博河，河畔城鎮有奧爾特雷伊爾科萊、塞里納、多塞納和倫納。